# Laws in Wales Acts
 (avril 2020).
Si vous disposez d'ouvrages ou d'articles de référence ou si vous connaissez des sites web de qualité traitant du thème abordé ici, merci de compléter l'article en donnant les références utiles à sa vérifiabilité et en les liant à la section « Notes et références ».
 (septembre 2015).

Les Laws in Wales Acts (« Lois sur les lois dans le pays de Galles ») sont deux lois de 1535 et 1542 par lesquelles le système juridique du pays de Galles est intégré à celui du Royaume d'Angleterre. 

## Origines

Drapeau du Royaume d'Angleterre.

De la conquête du royaume de Gwynedd en 1282-1283 au vote des lois des Laws in Wales Acts, le système administratif du pays de Galles était demeuré inchangé. Par la loi de Rhuddlan en 1284, le territoire des gouvernements de Gallois natifs avait été remplacé par les cinq comtés d'Anglesey, de Caernarfon, de Cardigan, de Carmarthen, et de Merioneth. De même, bien que les cinq comtés aient été soumis à la loi criminelle anglaise, la « Principauté » était le fief personnel du roi d'Angleterre et la loi galloise continuait d'être en usage dans les affaires civiles. Le reste du pays de Galles, à l'exception du comté de Flint, qui était une partie de la Principauté, et les seigneuries royales de Glamorgan et de Pembroke, était composé de nombreuses petites seigneuries, chacune avec ses propres cours, lois et autres coutumes.
Quand Henri VII accéda au trône en 1485, aucun changement ne fut apporté dans le système du gouvernement du pays. Mais il restait à réformer le pouvoir des seigneuries des Marches, ainsi que l'absence de lois et le désordre dans les marches galloises. Afin de négocier ces réformes fut relancé le Conseil du pays de Galles et des Marches, qui avait été établi sous le règne d'Édouard IV. Après la mort de nombreux marquis pendant la guerre des Deux-Roses, nombre de seigneuries étaient passées entre les mains de la Couronne.
Henri VIII ne voyait pas le besoin de réformer le gouvernement du pays de Galles au début de son règne, mais, peu à peu, il considéra comme une menace plusieurs des derniers seigneurs des Marches et ordonna donc au chef de son administration, Thomas Cromwell, de trouver une solution. Sa solution était l'annexion ou l'incorporation du pays de Galles qui, avec d'autres changements significatifs à la même époque, amena à la formation en Angleterre d'un État souverain moderne.
Les Actes sont devenus célèbres sous le nom d'« Actes d'Union », mais ils ne devinrent pas d'un usage courant avant 1901, quand l'historien Owen M. Edwards leur assigna ce nom — un nom à bien des égards trompeur, les Actes portant sur l'harmonisation des lois, non sur une union politique.

## Les lois
Cette harmonisation est passée par le vote d'une série de mesures entre 1536 et 1543. Elles comportent :
- An Acte for Laws & Justice to be ministred in Wales in like fourme as it is in this Realme, voté en 1536, depuis abrogé, avec effet le 21 décembre 1993 ;
- An Acte for certaine Ordinaunces in the Kinges Majesties Domynion and Principalitie of Wales, voté en 1543, depuis abrogé, avec effet le 3 janvier 1995.

Le premier de ces Actes fut voté par un Parlement qui n'avait pas de représentants gallois. Il eut pour effet d'étendre le droit anglais aux Marches du pays de Galles, et prévoyait une représentation galloise dans les futurs parlements.

## Les effets des lois
Ces lois eurent également des effets, par la suite, dans l'administration du pays de Galles :
- les seigneuries des marches furent abolies en tant qu'unités politiques, et cinq nouveaux comtés (le Monmouthshire, le Brecknockshire, le Radnorshire, le Montgomeryshire et le Denbighshire) furent établis, créant ainsi un pays de Galles de 13 comtés ;
- les autres zones de seigneuries furent annexées au Shropshire, au Herefordshire, au Gloucestershire, au Glamorgan, au Carmarthenshire, au Pembrokeshire, au Cardiganshire et au Merionethshire ;
- les frontières du pays de Galles furent établies et sont demeurées les mêmes, depuis - conséquence qui n'était pas intentionnelle, le pays de Galles étant incorporé à l'Angleterre, mais le statut du Monmouthshire était toujours ambigu avant 1974 ;
- les cours des seigneuries des Marches perdirent le droit de juger les affaires criminelles sérieuses ;
- l'office de juge de paix fut introduit ;
- le pays de Galles élut des députés pour le représenter au Parlement d'Angleterre (Westminster) ;
- le Conseil du pays de Galles et des Marches fut établi sur des bases légales ;
- la Cour des Grandes Sessions fut établie, un système particulier au pays de Galles;
- un Sheriff fut nommé dans chaque comté, ainsi que d'autres officiers de comté, comme en Angleterre.

Ces mesures n'étaient pas impopulaires parmi les Gallois, qui reconnaissaient qu'elles les plaçaient dans un statut légal d'égalité avec les Anglais. La réaction des élites galloises de l'époque et des siècles suivants fut très similaire — la gratitude devant les lois introduites, faisant du pays de Galles un pays pacifié et ordonné.
Ce n'est que bien plus tard que plusieurs Gallois commencèrent à considérer, selon le mot d'A. O. H. Jarman, « que les privilèges de la citoyenneté furent seulement donnés aux Gallois de condition pour qu'ils oublient leur passé particulier et leur personnalité, dénient leur gallitude et fusionnent avec l'Angleterre. »
Malgré des historiens comme G. R. Elton, qui traitaient simplement les Actes comme un triomphe de l'efficacité des Tudors, les historiens modernes britanniques et gallois sont plus portés à étudier l'évidence des effets préjudiciables des Actes sur l'identité galloise, sa culture et son économie. Tandis que la gentry galloise embrassait les actes et tentait de fusionner avec l'aristocratie anglaise, la majorité de la population pouvait avoir rencontré des difficultés, face à un système légal et économique dont le langage et le foyer ne lui étaient pas familiers.